# Bouceiros
Bouceiros é uma pequena aldeia com cerca de 100 habitantes, no município de Porto de Mós, frequesia de Alqueidão da Serra. Dista 9 km de Fátima. Situada em pleno Parque Natural das Serras de Aire e Candeeiros, a principal actividade económica é a agricultura.